# Akiva Schaffer
Akiva Daniel Schaffer (Berkeley, California; 1 de diciembre de 1977) es un escritor estadounidense para Saturday Night Live, un director de cine, compositor, y miembro de The Lonely Island, un grupo de comedia que tuvo éxito en Internet, que incluye al miembro de SNL Andy Samberg y a Jorma Taccone. 
Se especializó en cine en la Universidad de California en Santa Cruz.

## Carrera
Akiva dirige, coescribe, y edita la mayoría de los cortometrajes de Saturday Night Live. Fue el director de "Lazy Sunday", "I Just Had Sex", "Natalie's Rap", "Dick in a Box", "Peyton Manning for the United Way", "Iran So Far", "Jizz in My Pants", "Boombox" y cantó con Samberg y T-Pain en "I'm on a Boat".
También cantó en "The Creep" con Samberg y Taccone.
En Internet, Schaffer dirigió The 'Bu, de The Lonely Island, que fue una parodia de The OC. Schaffer también contribuyó en varias producciones de Channel 101 como parte de The Lonely Island. Schaffer ha dirigido cuatro vídeos musicales para la banda We Are Scientists y uno para Eagles of Death Metal. Schaffer también dirigió y actuó en la película Hot Rod, protagonizada por Andy Samberg, Jorma Taccone, Bill Hader, Danny McBride, Isla Fisher, Ian McShane y Sissy Spacek. Schaffer estuvo en un hiato de SNL desde enero hasta marzo de 2007 para hacer un trabajo con Jonah Hill, Jason Segel y Jason Schwartzman. Otras canciones incluyen "Jack Sparrow" en el álbum de The Lonely Island Turtleneck & Chain.
Después de coescribir en los Premios MTV Movie por dos años con Lonely Island, Schaffer regresó en 2009 para ayudar a coproducir el show que era conducido por Andy Samberg.
En 2012 dirigió la comedia The Watch, con Ben Stiller, Vince Vaughn y Jonah Hill.
En 2022 dirigió la película Chip 'n Dale: Rescue Rangers que fue estrenada directamente en Disney+.

## Premios
En 2007, Schaffer ganó un premio Emmy por su participación en la producción de "Dick in a Box". Estuvo nominado a un Emmy por la canción "Motherlover".